# Seo Yea-ji
Seo Yea-ji (* 6. April 1990 in Seoul) ist eine südkoreanische Schauspielerin.

## Leben
Seo Yea-jis Karriere begann 2013 mit einem Auftritt in einer Werbung für SK Telecom. Darauf spielte sie in der Comedyserie Potato Star 2013QR3 mit. Im darauffolgenden Jahr ergatterte sie eine Hauptrolle in der MBC-Fernsehserie Diary of a Night Watchman. 2015 spielte sie in drei Filmen mit, darunter dem Independentdrama Circle of Atonement und dem Historienfilm The Throne sowie der Komödie Seondal: The Man Who Sells the River. Des Weiteren spielte sie im Musikvideo zu Big Bangs Uri Saranghaji Marayo (우리 사랑하지 말아요 ‚Verlieben wir uns nicht‘) mit. Es folgten weitere Hauptrollen in den Fernsehserien Moorim School und Save Me sowie dem Horrorfilm Warning: Do Not Play und dem Thriller By Quantum Physics. 2020 spielt sie die Hauptrolle in der Dramaserie It’s Okay to Not Be Okay an der Seite von Kim Soo-hyun.

## Filmografie

### Filme
- 2013: Nawa S4 Iyagi Cheotbeonjjae (나와 Ｓ4 이야기 첫번째, Kurzfilm)
- 2015: The Throne (사도 Sado)
- 2015: Circle of Atonement (비밀 Bimil)
- 2015: Seondal: The Man Who Sells the River (봉이 김선달 Bongi Kim Seondal)
- 2017: Another Way (다른 길이 있다)
- 2017: The Bros (부라더 Brother)
- 2018: Meet the Memories (기억을 만나다, Virtual-Reality-Film)
- 2019: Warning: Do Not Play (암전 Amjeon)
- 2019: By Quantum Physics: A Nightlife Venture (양자물리학 Yangjamullihak)

### Fernsehserien
- 2013: Potato Star 2013QR3 (감자별 2013ＱＲ3)
- 2014: Diary of a Night Watchman (야경꾼 일지)
- 2015: Super Daddy Yeol (슈퍼대디 열)
- 2015: Last (라스트)
- 2016: Moorim School: Saga of the Brave (무림학교)
- 2016: Another Miss Oh (또! 오해영 Tto! Oh Hae-yeong)
- 2016: Hwarang (화랑)
- 2017: Save Me (구해줘)
- 2018: Lawless Lawyer (무법 변호사)
- 2020: It’s Okay to Not Be Okay (사이코지만 괜찮아)
- 2022: Eve (이브)